# LoHN
LoHN – Leistungsorientierte Haushaltswirtschaft Niedersachsen – ist ein integriertes Rechnungssystem zur Planung und zum Nachweis der Einnahmen und Ausgaben sowie des Verbrauchs der Ressourcen öffentlicher Leistungserstellung. Dieses Rechnungssystem unterstützt einerseits die Aufstellung des Haushaltsplans zum Produkthaushalt mit deren Leistungsmengen und Zielkosten sowie andererseits das strategische und operative Controlling in der öffentlichen Landesverwaltung in Niedersachsen.
Das definierte Methodenkonzept zu LoHN folgt u. a. den Ansätzen des Neuen Steuerungsmodells (NSM) für ein modernes Verwaltungscontrolling.